# Michael Geffken
Michael Geffken (* 24. Februar 1950 in Bremen) ist ein deutscher Journalist. Er war bis zum 31. Oktober 2020 Direktor und Geschäftsführer der Leipzig School of Media, die von der Medienstiftung der Sparkasse Leipzig getragen wurde. Er verantwortete in diesem Rahmen eine Vielzahl von Zertifikatskursen und Seminaren.

## Leben
Geffken studierte in Münster und Hamburg Germanistik und Sport und schloss mit dem zweiten Staatsexamen für das Lehramt an Gymnasien ab. Nach dem Examen entschied er sich für den Journalismus und volontierte bei der in Rinteln erscheinenden Schaumburger Zeitung.
Geffken war Münchner Korrespondent der Wirtschaftswoche, fünf Jahre Chefredakteur des Kommunikations-Fachblatts Werben & Verkaufen, bis 2010 Chefredakteur von Print & more, dem Magazin des VDZ Verband Deutscher Zeitschriftenverleger, wo er auch die Journalistenfortbildung des Verbands leitete. Er ist Autor zahlreicher Fachbücher und Fachartikel zu Themen aus Journalismus, Kommunikation und Marketing und Herausgeber der beiden Bücher Das große Handbuch der Werbung und des Handlexikon Public Affairs.
Geffken ist Mitglied diverser Jurys, etwa des GWA Junior Agency Day oder des Awards Fox Finance. 2004 war er mit Marco Althaus und Sven Rawe, einer der Gründer des Deutschen Instituts für Public Affairs (DIPA) in Berlin, das als privates wissenschaftliches Weiterbildungsinstitut durch Publikationen, Lehrgänge und Hochschulkooperationen die Managementfunktion Public Affairs in Unternehmen und Verbänden weiterentwickelte.
Bis Oktober 2020 leitete er die Leipzig School of Media in der Funktion als Direktor und Geschäftsführer. Geffken lebt in Potsdam.

## Auszeichnungen
- Deutscher Wirtschaftsfilmpreis 2002